# NGC 3648
NGC 3648 је лентикуларна галаксија у сазвежђу Велики медвед која се налази на NGC листи објеката дубоког неба.
Деклинација објекта је + 39° 52' 37" а ректасцензија 11h 22m 31,3s. Привидна величина (магнитуда) објекта NGC 3648 износи 12,5 а фотографска магнитуда 13,5. NGC 3648 је још познат и под ознакама UGC 6389, MCG 7-23-43, CGCG 213-43, CGCG 214-2, PGC 34908.